# Carlsberg Sport
Carlsberg Sport sportssodavand med druesukker og lemon og lime smag. Den er uden farvestoffer og indeholder 3% druesukker. Carlsberg Sport er udviklet og markedsføres i samarbejde med Coca-Cola. Den blev lanceret i 2008 og erstattede Onside Sport.